# Hemidodecaedro
Un hemi-dodecaedro es un politopo abstracto regular, que contiene la mitad de las caras de un dodecaedro regular. Se puede realizar como un poliedro proyectivo (un teselado del plano proyectivo real mediante 6 pentágonos), que se puede visualizar construyendo el plano proyectivo como un hemisferio donde los puntos opuestos en el contorno están conectados entre sí y dividiendo el hemisferio en tres partes iguales.
Tiene 6 caras pentagonales, 15 aristas y 10 vértices.

## Proyecciones
Se puede proyectar simétricamente dentro de un perímetro de 10 o 12 lados:

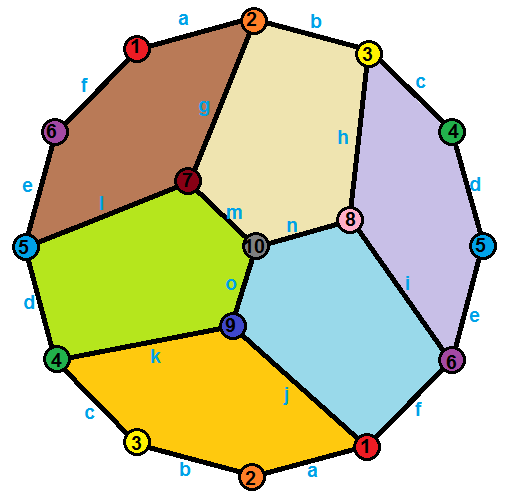
Hemidodecaedro.

## Gráfico de Petersen
Desde el punto de vista de la teoría de grafos, se trata de un embebido del grafo de Petersen en el plano proyectivo real.
Con esta incrustación, el grafo dual es K6 (el grafo completo con 6 vértices).

Las seis caras del hemidodecaedro representadas como ciclos de colores en el grafo de Petersen